# Gioan Baotixita Cỏn
Gioan Baotixita Cỏn là một lý trưởng, tử vì đạo dưới triều vua Minh Mạng, được Giáo hội Công giáo Rôma phong Hiển Thánh vào năm 1988.  
Ông sinh năm 1805 tại làng Kẻ Báng, xã Kim Thái, huyện Vụ Bản, tỉnh Nam Định (nay thuộc Tổng Giáo phận Hà Nội). Sau vụ kiện một lý trưởng lạm quyền, cậy thế, chiếm đoạt tài sản của dân làng, ông được tín nhiệm bầu làm lý trưởng. Ông tận tâm cho công việc chung và nhiệt tâm lo việc đạo. Khi vua Minh Mạng hạ lệnh truy nã các thừa sai, lý trưởng Cỏn thu xếp cho các giáo sĩ đến ẩn trốn trong làng. Ngày 30 tháng 5 năm 1840, tổng đốc Nam Định Trịnh Quang Khanh cho quân vây làng Kẻ Báng. Sau hai ngày, họ tìm bắt được ba linh mục người Việt. Với tội danh chứa chấp đạo trưởng, ông bị đóng gông giải về Nam Định. Vì không chịu bước qua thập giá, ông bị đánh năm mươi roi. Ngày 8 tháng 11 năm 1840, ông bị xử tử, được mai táng tại quê hương Kẻ Báng nay là giáo xứ Xuân Bảng (Tổng giáo phận Hà Nội). 